# Wodkafilter
Die Bezeichnung Wodkafilter steht für einen Filter für Nitrate, der in Süß- und Meerwasser-Aquarien Anwendung findet. 
Durch Verrottungsprozesse und Ausscheidungen wird im Aquarium ein Stickstoffkreislauf und Nitrifikation ausgelöst, der zur Anreicherung von Nitrat-Ionen durch Bakterien der Gattung Nitrobacter führen kann. Diese Nitrat-Ionen können zu Wachstumsstörungen und vermehrter Algenbildung führen und müssen bei der Pflege des Aquariums deshalb beseitigt werden.
Der Name resultiert aus dem Einsatz von Wodka als preiswerte und weniger giftige Kohlenstoffquelle in derartigen Nitratfiltern. Durch den Alkohol entsteht eine Bakterienart, die den Nitratgehalt des Wassers reduziert. 